# Emil Berg (missionär)
Karl Emil Albert Berg, född 15 januari 1901 i Malmberget, Norrbottens län, död 4 juli 1980, Lidingö, var missionär i Kongo. 
Emil Berg var son till förman Albert Berg och Ann Serafia Carlsson. Han gick en evangelistkurs 1919 och utbildade sig därefter vid Teologiska seminariet 1921-1926. Det följdes av språkstudier i Bryssel 1926-1927 samt studier i tropisk medicin i samma stad år 1927 i Ecole d’Hygiène et Médicine Tropicales. Senare samma år reste han som missionär till Kongo. Året efter gifte han sig med Märtha Gustava Norlander (1900-1984). Tre år senare var han i Paris för språkstudier. Han var ledamot i Missionsrådet i Kongo 1937-1940. Paret Berg var bland annat verksamma vid Kibunzi missionsstation, Kongo-Kinshasa 1935, Matadi missionsstation och i Dolisie i Kongo-Brazzaville.